# Camp de concentration de Klooga

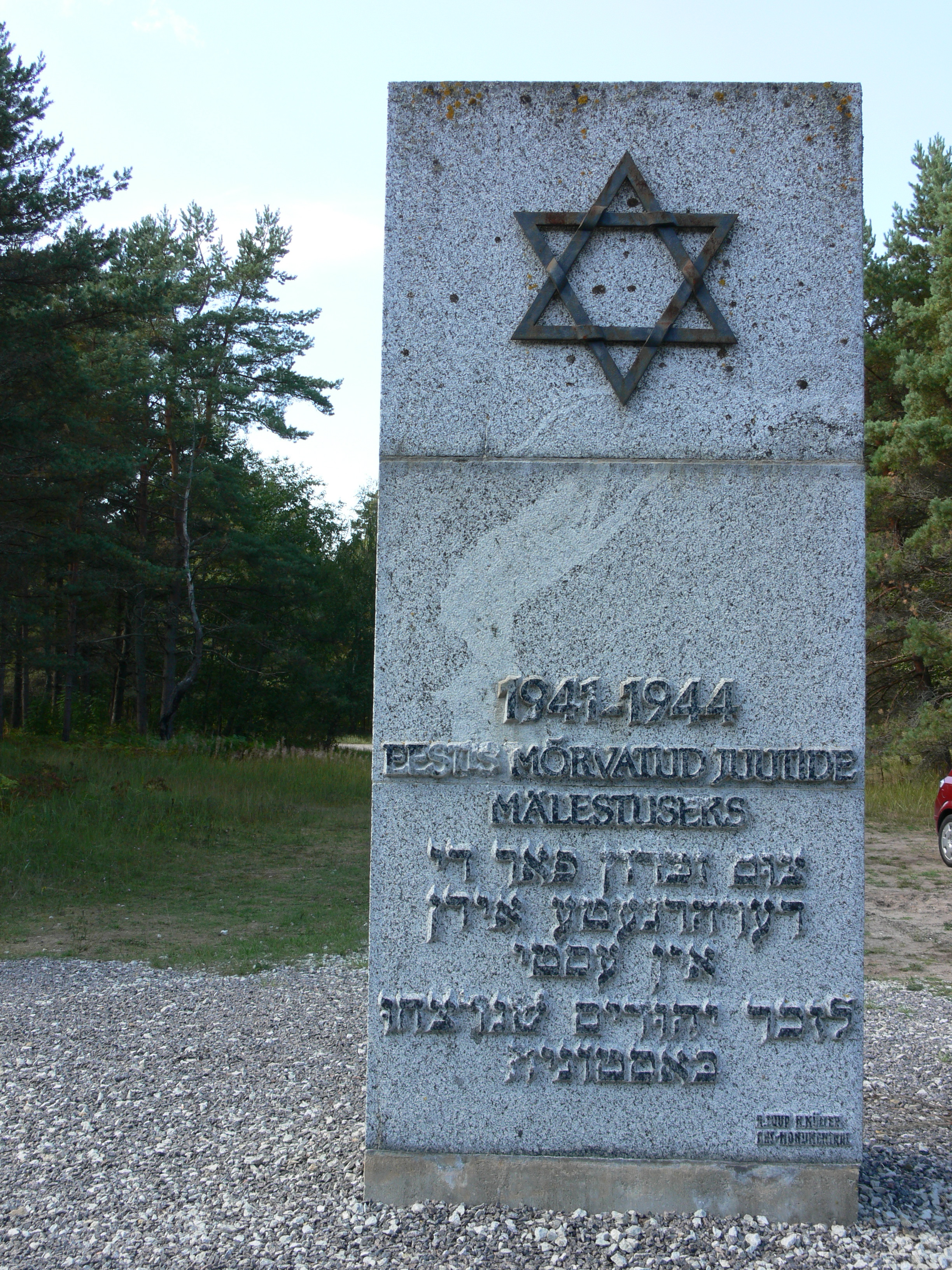
Mémorial à Klooga

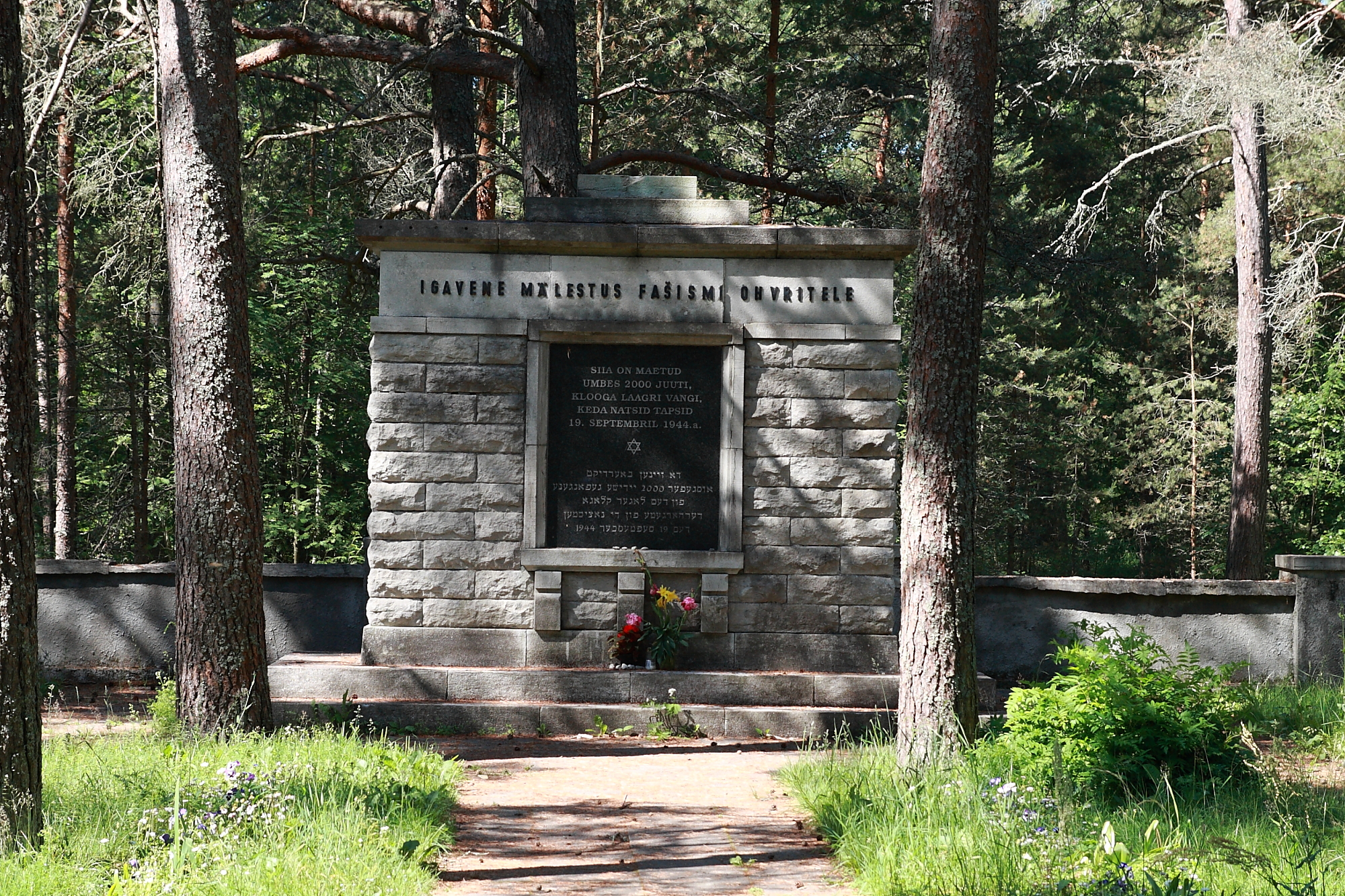
Tombe commune des victimes juives du camp

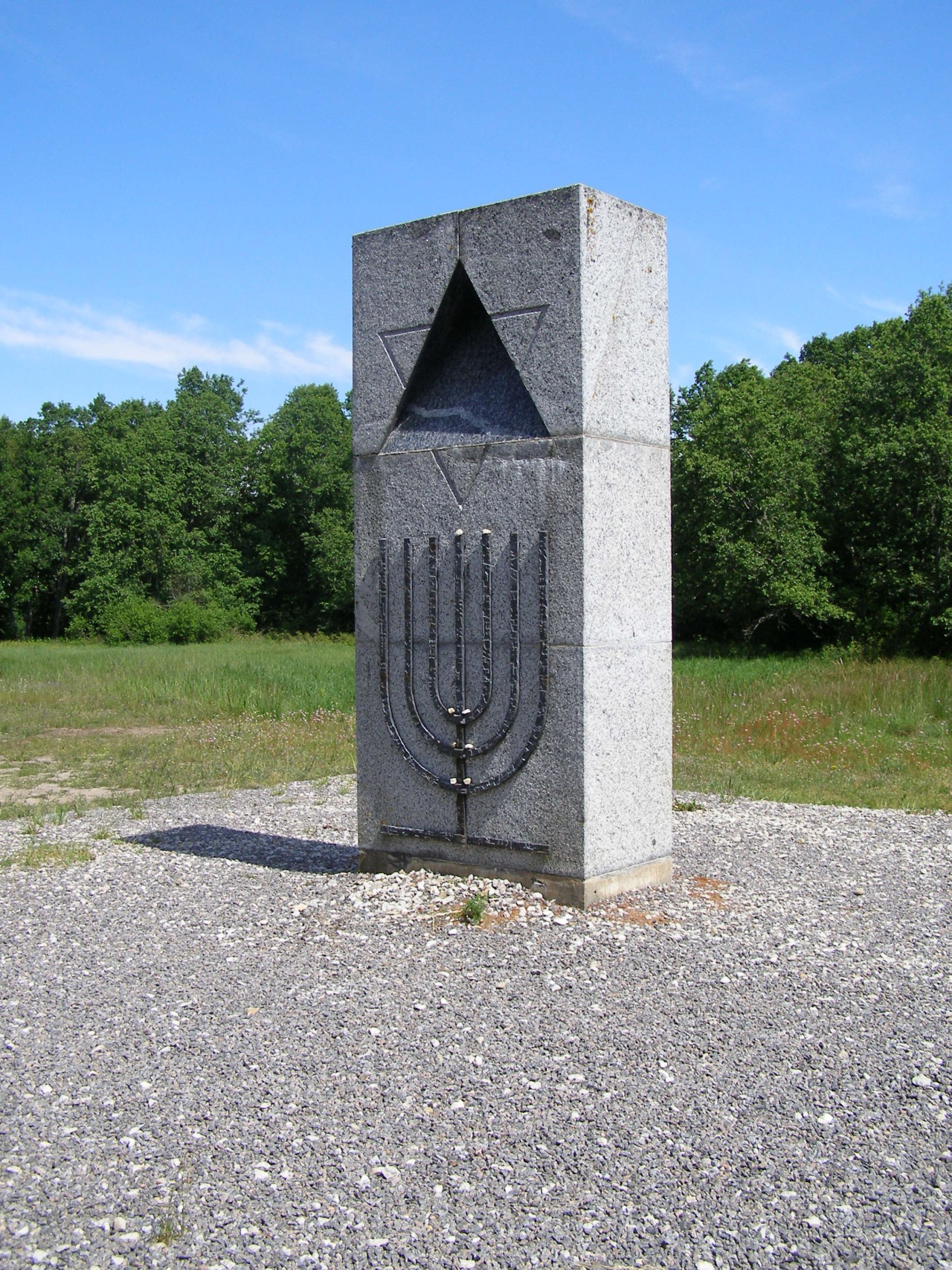
Mémorial du camp

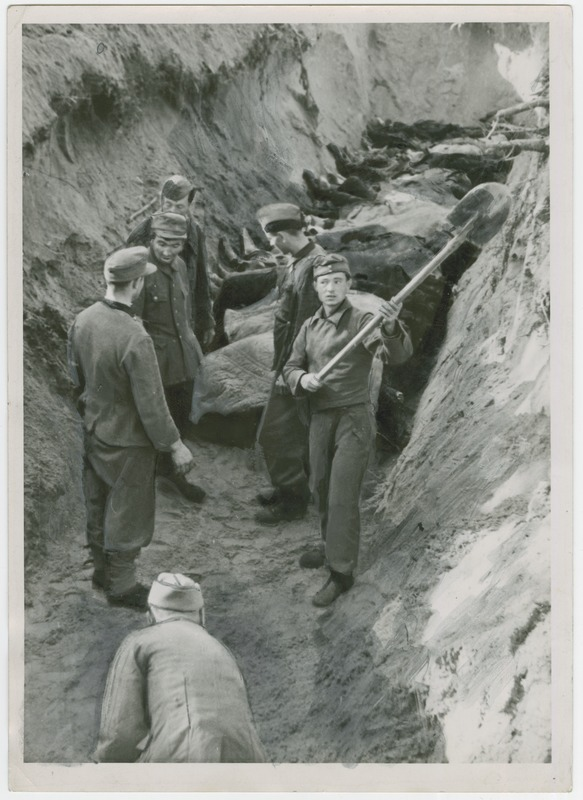
German war prisoners burying the dead of Klooga concentration camp in Estonia 1944

Le Camp de concentration de Klooga était un camp de travail nazi situé en Estonie, sous-camp du camp de Vaivara.
Pendant l'Occupation allemande de l'Estonie, une vingtaine de camps satellites au camp de Vaivara furent bâtis (certains pendant seulement quelques mois) afin de permettre aux Allemands d'accaparer les ressources naturelles locales.
Les trois plus grands camps de travail d'Estonie étaient ceux de Klooga, Vaivara et Lagedi.
Créé dans le Comté de Harju en septembre 1943, le camp abritait de 2 000 à 3 000 prisonniers juifs qui sont arrivés en août et septembre 1943 du ghetto de Vilnius, d'un contingent plus petit du Ghetto de Kovno, tandis que 100 prisonniers de guerre soviétiques y ont également été internés.
Les prisonniers réduits en esclavage ont été forcés de fabriquer des produits pour l'effort de guerre allemand et construire des fortifications contre l'armée soviétique dont l'approche était imminente.
Au camp Klooga, la plupart des prisonniers travaillèrent dans des usines de fabrication de briques et de ciment, dans des scieries et un petit groupe a travaillé dans une fabrique de sabots en bois. 
Les conditions dans le camp étaient brutales - les prisonniers recevaient des rations de nourriture et d'eau très minimes et étaient obligés de travailler quand ils tombaient malade.
Un réseau de résistance de 75 hommes s'organisa mais le transfert constant de prisonniers rendit une insurrection impossible.

Un juif interné au camp, Herman Kruk, parvint à écrire un témoignage de sa vie dans le camp et dans celle du Ghetto de Vilnius qu'il enterra dans le camp de concentration de Lagedi la veille de son assassinat le 18 septembre 1944. Ce journal fut publié quelques années plus tard.
Les Allemands ont commencé à évacuer Klooga à l'été 1944. Le 19 septembre, les SS massacrèrent 2 500 Juifs du camp ainsi que 73 prisonniers de guerre soviétiques et estoniens. 

Ceux qui ont survécu aux massacres ont été transportés au camp de concentration de Stutthof en Pologne pour échapper à l'avance de l'Armée rouge qui libérera le camp le lendemain.
Seulement 85 prisonniers réussirent à se cacher et à survivre. 
En septembre 1994, un mémorial dédié aux Juifs tués dans la Seconde Guerre mondiale a été ouvert en Klooga, sur le terrain de l'ancien camp de concentration. Cette pierre commémorative a été érigée à l'initiative d'une association culturelle juive et avec le soutien du gouvernement estonien.